# CNBC World
CNBC World es un canal de televisión por suscripción estadounidense que emite noticias comerciales y operado por NBCUniversal que brinda cobertura de los mercados mundiales junto con el servicio nacional de CNBC, utilizando programas de las redes internacionales de CNBC con sede en Europa, Asia, India y otras regiones atendidas por un canal o afiliado nacional de CNBC. Efectivamente, esto hace que la franja horaria de máxima audiencia de la cadena sea la franja horaria del cementerio, debido a las diferencias de huso horario, cuando transmite simultáneamente programación en vivo desde sus cadenas hermanas extranjeras. Durante el horario comercial de EE. UU. Cubierto por la red principal de CNBC, también se ven en el canal varios otros programas pregrabados de los diferentes canales internacionales de CNBC (por ejemplo, CNBC-TV18), junto con la programación de realidad de CNBC Prime, como American Greed y otros especiales de CNBC. Mostrado, con el fin de obligar a los espectadores a sintonizar el servicio principal de CNBC para obtener información comercial fuera de los días del mercado euroasiático.
A partir de 2017, la red no se ofrece en alta definición y la única forma de ver las redes internacionales de CNBC en ese formato en los Estados Unidos es a través del servicio premium de transmisión mensual/anual, "CNBC Pro".
Antes de 2001, la cobertura de CNBC Asia se veía en el cable estadounidense a través del International Channel, tanto antes como después de la fusión de esa red con Asia Business News.

## Programación
- Asia Squawk Box
- Street Signs Asia
- Capital Connection
- Squawk Box Europe
- Street Signs Europe
- Worldwide Exchange
- Decision Time  (programa mensual de CNBC Europe que cubre los anuncios de tipos de interés de préstamos bancarios del BCE y el Reino Unido)
- American Greed